# 宗像氏
宗像氏、宗形氏（むなかたし）は、筑前国の古族である。胸形君（むなかたのきみ）とも。
また、上代より宗像の地を支配した海洋豪族、宗像大社を奉じる一族も「宗像氏」（胸形氏、宗形氏、胸肩氏とも）を冠する事があり、併せて記す。

## 上代以前の宗像氏
伝承に依れば、海洋豪族として、宗像地方と響灘西部から玄界灘全域に至る広大な海域を支配したとされる。
上代から古代まで、畿内の大和朝廷から瀬戸内海、関門海峡を通って宗像の地の沖から世界遺産の沖ノ島、対馬を経て朝鮮半島に至る海路は「海北道中」と呼ばれ文化交流、交易上重要性を増した。道中の安全を祈る宗像三女神を祀る社は海北道中の中途に数多くあり、代表的な社が次の宗像大社である。
古事記、日本書紀などに宗像祭神を祀る「胸形君」（むなかたのきみ）が現れる。

## 宗像大宮司・宗像氏
天照大神と素戔嗚尊の誓約によって生まれた宗像三神を祭神とする全国宗像神社の総本社・宗像大社の大宮司家を中核とする。
海路の重要性が増すとともに宗像大社は国の祭祀の対象となる。清氏親王より前代は、宗形徳善や宗形鳥麿が歴史書に登場する。徳善の娘尼子娘は天武天皇の妃となり高市皇子を生み国母となるなど、大和朝廷中枢と親密な関係にあったと見られる。また大和の宗像神社 (桜井市)は、その頃、宗像大社本貫から分祀されたものと見られる。この時代は宗像大社の神主職を宗形氏大領が独占していた。（祭政一致）
宗像氏の出自は大国主神の六世孫、あるいは三女神の七世孫の吾田片隅命に始まると伝わるが、上古の系図は現在まで確認されておらず、吾田片隅命から徳善までの歴代は不明である。
鎌倉時代末期に編纂された『宗像大菩薩御縁起』に引用された「西海道風土記逸文」によれば、天神の子には4柱の神がおり、兄の3柱の神は弟の大海命に「汝は我ら3柱の御身之像を此地に居るべし」と述べたので、1柱は奥宮に、1柱は海中に、1柱は深田村の高尾山の辺りに祀り、そのために身像郡と名付けられたという。
福津市津屋崎の大都加（大塚）神社には、大国主神・多紀理毘売命・阿遅鉏高日子根神と、阿田賀田須命・宗像君阿鳥主命・宗像君徳善主命・宗像君鳥丸主命・宗像朝臣秋足主命・難波安良女命が祀られているが、そのうち宗像君徳善主命（胸形徳善）・宗像君鳥丸主命（宗形朝臣鳥麻呂）・宗像朝臣秋足主命（宗形朝臣秋足）・難波安良女命（難波部安良女、秋足の妻）は『続日本紀』や『類聚三代格』といった史料に実在が確認されている。
また正三位中納言清氏親王を祖とするが、伝承の域を出ない。914年までは、胸形氏、宗形氏、胸肩氏等と表記された。また、平安時代末期辺りから武士化し、戦国大名としても活躍した。戦国時代に宗像氏貞の急死により大宮司家が断絶した。
氏貞には3人の娘がいたが、そのうちの一人が小早川隆景の重臣草苅重継に嫁ぎ、宗像氏の相伝文書は草苅家に伝来することになった。
他、熊本藩主細川家の家臣に宗像家があり、近年宗像大宮司家に関する書状などが後裔の俳人、宗像夕野火の宅から発見されている。
また、「むなかた」の由来は、沼沢地に接する集落、「みなかた」から変異したとするとする説もある。(福岡県宗像市の地名の由来説）

## 歴史
ここでは上代から宗像大宮司までの宗像氏に関連する出来事を一括して記す。

### 神代、上代
- 宗像神（宗像三神）として奉じられる。
- 海洋豪族として、宗像地方と響灘西部から玄界灘全域に至る膨大な海域を支配した。
- 古事記に「多紀理毘賣命者、坐胸形之奥津宮。次市寸嶋比賣命者、坐胸形之中津宮。次田寸津比賣命者、坐胸形之邊津宮。此三柱神者、胸形君等之以伊都久三前大神者也。」とあり、宗像三女神がそれぞれ沖津宮、中津宮、辺津宮に鎮座とする。（「宗像三女神」、「宗像大社#歴史」も参照）
- 仲哀天皇の頃、神功皇后が三韓征伐の直前に来宗した際に、宗像氏が宗像大神に神助を賜う。
- 雄略天皇が新羅に親征しようとしたが、宗像三女神のお告げにより中止する。また、日本書紀雄略9年2月凡河内香賜と采女を宗像（胸方）神社へ遣わした記述がある。
- 日本書紀などによると、筑紫君磐井の乱の後、ヤマト王権を背景とし宗像氏の勢力が筑後国の領域まで影響を及ぼす。
- 古事記には「胸形」、日本書紀には「胸肩」、「胸形」、「胸方」の文字が見える。

### 古代
- 『正倉院文書』や『長屋王家木簡』に「宗形」の文字が見える。
- 古代氏族を記録した『新撰姓氏録』には畿内（右京、河内）の氏族に「宗形朝臣」、「宗形君」の文字が見える。筑前の宗像氏、宗像大社の神主職も「宗形朝臣」名を冠している。
- 645年、大化の改新によって、国郡制が敷かれ、宗像氏は宗像神郡の大領と宗像大社の神主を兼任し、神郡の行政を司った。遠賀郡などの郡司も兼ねる。
- 654年、宗像徳善（胸形君徳善）の女で、天武天皇の妃の尼子娘が高市皇子を出産する。
- 天武天皇の代に、宗像朝臣を賜う。
- 690年（持統4年）、高市皇子が太政大臣になる。
- 767年、宗像大領で朝臣の宗像深津（宗形深津）の夫人に竹生王という皇族が降家した。
- 788年、宗像氏の中から潔清廉貞の者を以て祭事者を選んで神主とし、任期を6年と定めた。
- 800年、宗像大領が宗像神主を兼任することが禁止された。（祭政分離）
- 914年、宇多天皇の御子源清氏に宗像の姓を賜り、宗像の地に配された。この頃から、宗像氏が大宰府の高官に任命されるようになった。
- 979年（天元2年）、太政官の命により、大宮司職が設けられる。背景には、藤原純友の乱による内紛があったとされる。
- 宗像氏は、自分の荘園を守る為に、京都の八条院と領主・本家の関係になる。
- 平氏政権全盛の頃、支家許斐家とともに平家武士団に組する。治承・寿永の乱末期には共に源氏方に寝返り、所領は安堵される。
- 平安時代末期、大宰帥に宗像氏の名が見られる。

### 中世
- 1185年、宗像氏実が、博多の貿易商・王氏の娘と、宗像氏忠は北宋商人・張氏の娘と2代に渡って中国人と縁組する。
- 鎌倉幕府の成立まもなく、幕府御家人となる。
- 1221年、承久の乱では鎌倉方につく。
- 1281年、弘安の役が起こる。宗像長氏は元（蒙古）の侵略から防戦し、鎌倉幕府から肥前国神埼郡神埼荘を賜る。
- 1330年、倭寇を指揮する。
- 1333 - 1334年、鎮西探題を攻め、天皇方につく。帆柱山城の北条氏を攻撃する。
- 1335年、北条時直の遺児が越後左近将監と謀り、佐加利山城で蜂起する。宗像氏範が鎮圧のために吉田頼景らと佐加利山城を攻撃する。
- 1336年、建武の新政が崩壊すると、宗像氏範が入宗した足利尊氏を助け、多々良浜の戦いなどで奮戦する。その結果、楠橋荘（北九州市八幡西区）を与えられる。以降、ほぼ一貫して北朝方につき九州の南朝方を攻める。
- 1344年、壱岐の石田郷の地頭を、後に壱岐の守護を兼任した。
- 1375年、宗像氏経が、足利義満の命で菊池氏の領地である肥後国を攻めて、八代城を包囲する。その留守に宗像を攻めた少弐忠資を降伏させた。
- 九州探題今川貞世の解任以降、15世紀は、進出してきた大内氏と少弐氏の勢力争いに巻き込まれるが、大内氏寄りについて命脈を保つ。
- 大寧寺の変により陶隆房（晴賢）が実権を掌握すると、宗像正氏の養子氏男が大内義隆と共に敗死。
- 1552年、陶隆房の支援により、山田事件が起き、正氏の正室・山田局、娘の菊姫と氏男の実父ら一族が暗殺される。代わって、正氏と陶隆房の姪照葉の間に生まれた庶子・宗像氏貞が宗像氏の実権を握る。
- 陶隆房が毛利氏に滅ぼされると、今度は毛利氏と豊後の大友氏の争いに翻弄される。
- 1587年、氏貞が病の為に亡くなると、男子塩寿丸が夭折し嗣子のいなかった宗像家は断絶した。豊臣秀吉の九州平定により、所領は没収、改易となった。
- 氏貞の娘は小早川隆景の重臣草苅重継に嫁ぎ、重継は宗像重継を称した。また後に福岡重継に改称。氏貞の三女は毛利輝元家臣の市川与七郎に嫁いだ。
- 肥後宗像家　熊本県多良木町に大宮司宗像家の子孫とされる肥後宗像家が在り、令和に入り研究者により古文書が発見された[2]。

## 津軽棟方氏
因幡国松賀城主・胸形兵庫頭義直を祖とし、応仁の頃、筑前国宗像に移住。天正19年（1591年）、陸奥国外ヶ浜へ移住。子孫は弘前藩津軽氏の重臣となる。江戸時代中期に「棟方」に改名し、幕末まで続いた。なお、筑前宗像氏との関係は不詳。
詳細は「胸形義利」の項目を参照。